# Vrbičane
Vërbiçan en albanais et Vrbičane en serbe latin (en serbe cyrillique : Врбичане) est une localité du Kosovo située dans la commune/municipalité de Prizren et dans le district de Prizren/Prizren. Selon le recensement kosovar de 2011, elle ne compte plus aucun habitant.

## Démographie

### Évolution historique de la population dans la localité
| 1948 | 1953 | 1961 | 1971 | 1981 | 1991 | 2011 |
| ---- | ---- | ---- | ---- | ---- | ---- | ---- |
| 299  | 309  | 286  | 195  | 42   | 77   | 0    |

|  |